# 東京都檜原都民の森

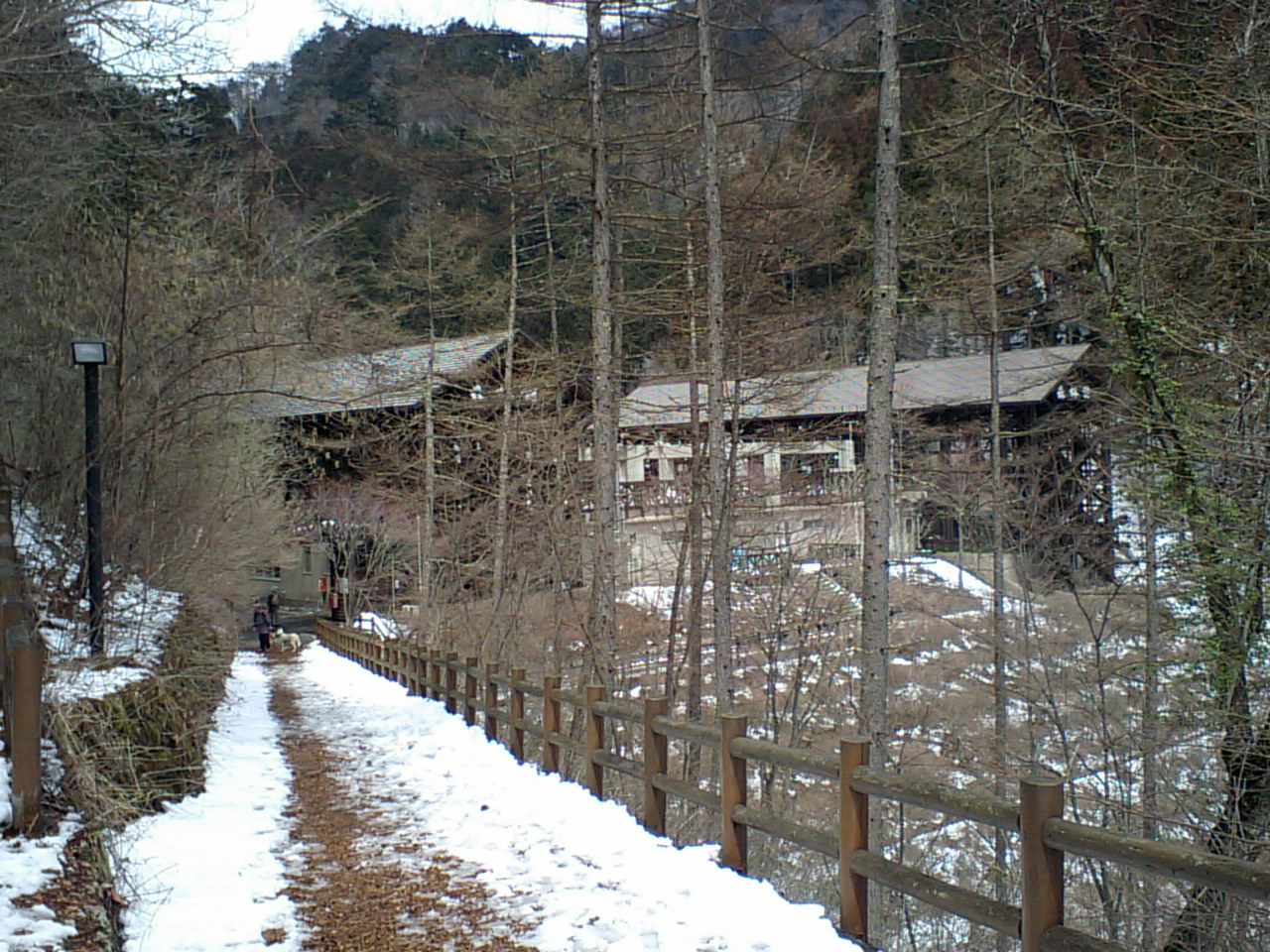
中心施設の「森林館」

東京都檜原都民の森（とうきょうとひのはらとみんのもり）は、東京都西多摩郡檜原村にある施設。東京都環境局が設置する都民の森のひとつ。
東京都西端部の三頭山を区域に含み、奥多摩周遊道路沿いに位置する。都民が自然に親しみ、森林や林業に対する理解を深めることができるよう設置された。

## 概要
秩父多摩甲斐国立公園の指定区域にあり、檜原村都民の森水源林として水源の森百選に指定されている。
| 山岳   | 面積(ha) | 標高(m)      | 人工林(%) | 天然林(%) | 主な樹種           | 制限林                       | 種類           | 流量(m3/日) |
| ------ | -------- | ------------ | --------- | --------- | ------------------ | ---------------------------- | -------------- | ----------- |
| 三頭山 | 197      | 1,000～1,500 | 59        | 41        | スギ・ヒノキ・ブナ | 水源かん養保安林、保健保安林 | 流水（南秋川） | 50          |

- 東京都西多摩郡檜原村数馬（データは指定年1995年（平成7年）7月）
- 200ヘクタールに及ぶ敷地に5つのゾーンに分かれたハイキングコースがある。
- 展示施設や体験の場所がある。
- 各シーズンには体験プログラムなどが行われている。
- 売店と食堂（東京都内で一番標高が高いレストラン）およびトイレがある。

## 登山・ハイキングルート
- 西東京バスの無料連絡バスの停留所がある駐車場に隣接して軽食やお土産などを販売する売店があり、そこから舗装道と階段を上っていくと森林館がある。森林館では、都民の森周辺のポケットサイズの地図やガイド、立体地図や野鳥・野生動物の情報などを得ることができる。また、飲食店や自然体験の受付も森林館内にある。
- ルートより、森林館から三頭山山頂までは約1時間半～2時間。また、公園内の案内図によると三頭山山頂から奥多摩湖方面(所要時間:約2時間半～3時間)や松姫峠(所要時間:約3時間半)、鶴峠 (山梨県)(所要時間:約2時間)に向かうことができる。

## 交通アクセス
- 武蔵五日市駅から西東京バス「数馬・都民の森」行き（冬期運休）で終点下車。
- 駐車場あり。